# Portelândia (ort)
Portelândia är en ort i Brasilien.   Den ligger i kommunen Portelândia och delstaten Goiás, i den centrala delen av landet, 500 km väster om huvudstaden Brasília. Portelândia ligger 848 meter över havet och antalet invånare är 4 120.
Terrängen runt Portelândia är kuperad norrut, men söderut är den platt. Terrängen runt Portelândia sluttar norrut. Runt Portelândia är det mycket glesbefolkat, med 6 invånare per kvadratkilometer.. 
Omgivningarna runt Portelândia är huvudsakligen savann.